# Área micropolitana de Ukiah
El área micropolitana de Ukiah,  y oficialmente como Área Estadística Micropolitana de Ukiah, CA µSA  tal como lo define la Oficina de Administración y Presupuesto, es un Área Estadística Micropolitana centrada en la ciudad de Ukiah en el estado estadounidense de California. El área micropolitana tenía una población en el Censo de 2010 de 87.841 habitantes, convirtiéndola en la 70.º área micropolitana más poblada de los Estados Unidos. El área micropolitana de Ukiah comprende el condado de Mendocino, siendo Ukiah la ciudad más poblada.

## Geografía
El área micropolitana de Ukiah se encuentra ubicada en las coordenadas 39°26′N 123°26′O / 39.43, -123.43.

## Composición del área micropolitana

### Ciudades
Fort Bragg |
Point Arena |
Ukiah |
Willits 

### Lugares designados por el censo
Albion |
Anchor Bay |
Boonville |
Brooktrails |
Calpella |
Caspar |
Cleone |
Comptche |
Covelo |
Hopland |
Laytonville |
Leggett |
Little River |
Manchester |
Mendocino |
Philo |
Redwood Valley |
Talmage 